# Aizároz
Aizároz (Aizarotz en euskera y de forma oficial) es una localidad española de la Comunidad Foral de Navarra perteneciente al municipio de Basaburúa Mayor. 
Está situado en la Merindad de Pamplona, en la comarca de Ultzamaldea, y a 37 km de la capital de la comunidad, Pamplona. Su población en 2014 fue de 185 habitantes (INE).

## Geografía física

### Situación
La localidad de Aizároz está situada en la parte central del municipio de Basaburúa Mayor, a una altitud de 560 m s. n. m.

## Demografía

### Evolución de la población
| Gráfica de evolución demográfica de Aizároz entre 2000 y 2011 |
|                                                               |
| Datos según el nomenclátor publicado por el INE.              |